# Холодницький Назар Іванович
Наза́р Іва́нович Холодни́цький (нар. 31 січня 1985, Львів) — український прокурор, заступник Генерального прокурора, колишній керівник Спеціалізованої антикорупційної прокуратури (до 21 серпня 2020 року). Заслужений юрист України.

## Життєпис
Народився 31 січня 1985 року у Львові. У 2006 році закінчив юридичний факультет Львівського університету ім. Франка з відзнакою, магістра права.
Працював помічником, старшим помічником і старшим прокурором у прокуратурі Києво-Святошинського району.
З березня по грудень 2014 року був старшим помічником першого заступника Генерального прокурора України.
22 грудня 2014 року наказом Генерального прокурора Віталія Яреми призначений першим заступником прокурора АР Крим, яку після окупації РФ було передислоковано до Києва.
Кандидат юридичних наук (2015).
27 листопада 2015 набрав 7 голосів членів конкурсної комісії з обрання антикорупційного прокурора (керівника САП). Його кандидатура, поряд з кандидатурою Максима Грищука, подана Генеральному прокурору України Віктору Шокіну.
30 листопада 2015 Генеральний прокурор України Віктор Шокін призначив Назара Холодницького своїм заступником — керівником Спеціалізованої антикорупційної прокуратури.
16 червня 2017 року Холодницького обрали віце-президентом Федерації футболу України.

## Діяльність на посаді керівника САП
Своїм першим заступником Холодницький обрав свого недавнього конкурента на вищу посаду САП — Максима Грищука, який за підсумками конкурсу отримав на два голоси більше за самого Холодницького.

### Рекордні премії
У 2016 році Холодницький отримував найбільші серед українських високопосадовців премії, понад 816 тис. грн. Він пояснив це тим, що згідно з законодавством, і керівник САП, і пересічний прокурор відділу мали однакові оклади, а відповідальність була різною.
У 2018 році за основним місцем роботи отримав 456 тис. грн. відпускних.

### Спроби підкупу
2017 року Холодницький відмовився від пропозиції хабара у $300 тис. за закриття справи проти судді Кіровського суду Дніпра Наталії Овчаренко. Працівники ГПУ та СБУ затримали хабарників — саму Овчаренко та її керівника, голову Кіровського суду Геннадія Підберезного.
У червні 2020-го Холодницькому намагалися дати найбільший за історію України хабар - у розмірі 6 млн $. Було заарештовано юриста компанії Burisma Hodlings Андрія Кіча, першого заступника київського управління податкової служби Миколу Ільяшенка, також звинувачено у організації хабаря самого керівника компанії Миколу Злочевського.

### Скандал з прослуховуванням
В лютому-березні 2018 НАБУ спільно з ГПУ розпочали кримінальне провадження проти Холодницького та прослуховували його робочий кабінет. За інформацією керівника НАБУ Артема Ситника, розслідувачам вдалося записати, як Холодницький передавав підозрюваним інформацію про підготовку обшуків, тиснув на посадових осіб, включно з суддями, підбурював свідків до неправдивих свідчень. Холодницький заперечив ці звинувачення.
26 липня 2018 Кваліфікаційно-дисциплінарна комісія прокурорів притягнула Холодницького до дисциплінарної відповідальності у вигляді догани.

### Критика ЦПК
У липні 2018 року Центр протидії корупції звинуватив Назара Холодницького у «зливі» принаймні шести резонансних справ. Крім того, розкритикував його публічний спосіб життя, в якому прокурор не цурається зв'язків з фігурантами кримінальних справ і непрозоро збагачується.

## Звільнення з САП
21 серпня 2020 року Холодницький звільнився з посади заступника Генпрокурора та керівника САП за власним бажанням.

## Державні нагороди
- Заслужений юрист України (6 жовтня 2017) — за вагомий особистий внесок у розбудову правової держави, забезпечення захисту конституційних прав і свобод громадян, багаторічну плідну працю та високий професіоналізм[21].

## Матеріали
- Первый антикоррупционный прокурор. Досье на Назара Холодницкого (рос.) // Главком, 30 Листопада 2015
- Центр протидії корупції, Генерале Холодницький — на вихід // Українська Правда, 25 липня 2018
- Олександр Чорновалов, Кіра Толстякова, Арсен Аваков. Міністр закритих справ (розслідування) // Радіо Свобода, 26 липня 2018

### Інтерв'ю
- Андрій Яніцький, «Якщо я у Крим поїду — „Няша“ дуже зрадіє» // Лівий Берег, 29 жовтня 2015
- Павло Шеремет, Назар Холодницький: Я розумію, що я для всіх — темна конячка // Українська Правда, 23 грудня 2015